# Кампаня (град)
 Тази статия е за града в Южна Италия.  За италианския регион вижте Кампания.  
Кампа̀ня (на италиански: Campagna и на неаполитански: Campagna) е град и община в Южна Италия, провинция Салерно, регион Кампания. Разположен е на 270 m надморска височина. Населението на общината е 16 183 души (към 2010 г.).